# Gryllus argentinus
Gryllus argentinus är en insektsart som beskrevs av Henri Saussure 1874. Gryllus argentinus ingår i släktet Gryllus och familjen syrsor. Inga underarter finns listade i Catalogue of Life.